# Rudolf Bauer
Rezső ("Rudolf") Bauer (født 2. januar 1879 i Budapest, død 9. november 1932) var en ungarsk sportsmand, som deltog i OL 1900 i Paris.

## Idrætskarriere
Bauer var et alsidigt talent, der i Budapesti Torna Club dyrkede adskillige sportsgrene: Atletik, brydning, roning og fodbold. Han vandt udtagelsesturneringen i Ungarn til OL 1900 i Paris i diskoskast, og i kvalifikationsrunden til legene kastede han 36,04 m, bedst af alle, og da ingen i finalen kastede længere, blev han olympisk mester foran František Janda-Suk fra Polen og Richard Sheldon fra USA. Den største udfordring i konkurrencen var, at landingsområdet for diskoserne var mellem to træer, og for en del deltagere var det en udfordring at undgå at ramme træerne.

## Øvrige karriere
Bauer begyndte at studere ved universitetet i Budapest i 1898, men skiftede senere til Magyaróvár Økonomiakademiet i Györ. Han bosatte sig siden på en gård i landsbyen Sósér.